# Csallóközi Múzeum
A Csallóközi Múzeum (szlovákul: Žitnoostrovné múzeum, ZOM) Dunaszerdahelyen található helytörténeti gyűjtemény. Címe: 929 01 Dunaszerdahely, Múzeum utca 2.

## Helye
Az ún. „Sárga kastély” Dunaszerdahely egyik legjelentősebb műemlék épülete. Padányi Biró Márton veszprémi püspök építtette 1754-re unokatestvére, Padányi Biró István számára az egykori Pókatelkén (a Szerdahely melletti Újfalun). 1805–1807 körül új tulajdonosa, Pókateleki Kondé József Benedek királyi udvarnok, jószágkormányzó, táblabíró, író, mecénás, szolgabíró építette át. Ekkor került fel a ma is látható Kondé-címer, valamint a pulyka szobra az épület oromzatára. 

## Története
A somorjai Khin Antal által 1927-ben alapított múzeum örököseként jött létre. A somorjai múzeumban a Csallóköz teljes madárvilága megtalálható volt, köszönhetően Kunszt Károly vadász, preparátor munkásságának.
1964 és 1970 között a Bacsák Móric által építtetett, ugyancsak dunaszerdahelyi „fehér kastélyban” kezdte el működését. 1970-72-ben költözött mai helyére, a sárga kastélyba.

## Kiállítások
A helytörténeti gyűjtemények céljából kifolyólag bemutatja az általánosat és az egyedit, a tájra jellemzőt is. Az előcsarnokban régészeti és őstörténeti gyűjtemény található. Az emeleti kiállítás tárgyai a Csallóközre jellemzők. A táj népi építészetének megmaradt emlékeivel találkozhat a látogató. Ezután korhű berendezésű paraszti konyha és szoba illetve martosi tisztaszoba fogadja a nézőket. Ezután az aranymosás vagy aranyászás eszközei láthatóak.
A díszterem után ismét néprajzzal folytatódik a kiállítás. Itt láthatóak a kenderfeldolgozás eszközei, a szövés-fonás folyamata, majd a céhes emlékek következnek: céhládák, mestermunkák.
Az utolsó teremben Tápéi Miklós doborgazi halászmester érdekes fafaragványai tekinthetőek meg. A tipikus csallóközi figurák mellett, úszó vízimalom, szélmalom és mézeskalács formák bizonyítják a népi fafaragó őstehetségét.
A múzeum parkjában Lipcsey György faszobra búcsúztatja a látogatót.